# Santa Maria della Luce
Santa Maria della Luce ou Igreja de Santa Maria da Luz é uma antiga igreja de Roma, Itália, localizada no rione Trastevere e dedicada a Virgem Maria.

## História
A igreja era originalmente conhecida como San Salvatore della Corte, que foi fundada por Santa Bonosa no século IV no local do excubitório, um acampamento dos vigiles. Ela foi reconstruída no século XII e ganhou um campanário, que ainda está no local. Em 1595 a igreja foi colocada sob a jurisdição da vizinha basílica de San Crisogono. Em 1728, o papa Bento XIII entregou a igreja aos mínimos de São Francisco de Paula.
O nome moderno da igreja data de 1730, quando uma série de milagres foram ligados a um ícone pintado no exterior de uma casa vizinha, que, segundo contam os relatos, foi visto emitindo luz. A imagem foi transferida para a igreja, que teve seu nome alterado. O interior da igreja passou por uma reconstrução comandada pelo arquiteto Gabriele Valvassori, embora a fachada tenha ficado incompleta. A abside, mesmo depois da reforma barroca, ainda mostra sinais da arquitetura românica original. Ela está decorada com o afresco "O Pai Eterno", de Stefano Conca.
A Capela de São José, à direita, abriga uma peça-de-altar, "Morte de São José" (1754), de Giovanni Conso. Na Capela de São Francisco de Paula, à esquerda, está uma peça-de-altar chamada "Santos Francisco de Sales e João de Valois", de Stefano Conca. Na próxima capela à direita, a Capela dos Santos Joaquim e Ana, está uma "Família da Virgem" (1753), de Pietro Labruzzi. As demais capelas abrigam obras modernas sobre devoções latino-americanas. Há ainda uma tela de Onofrio Avellino, "Milagre de São Francisco de Paula andando através do Estreito de Messina" (1700).
A partir de 2003, a igreja passou a abrigar uma missão latino-americana que tem por objetivo servir a migrantes da região na Diocese de Roma e servida por padres escalabrinianos.

## Galeria

Imagens da igreja
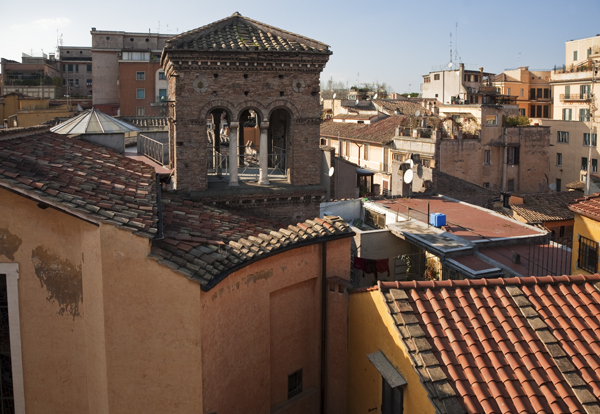
Campanário românico rodeado por outros edifícios.
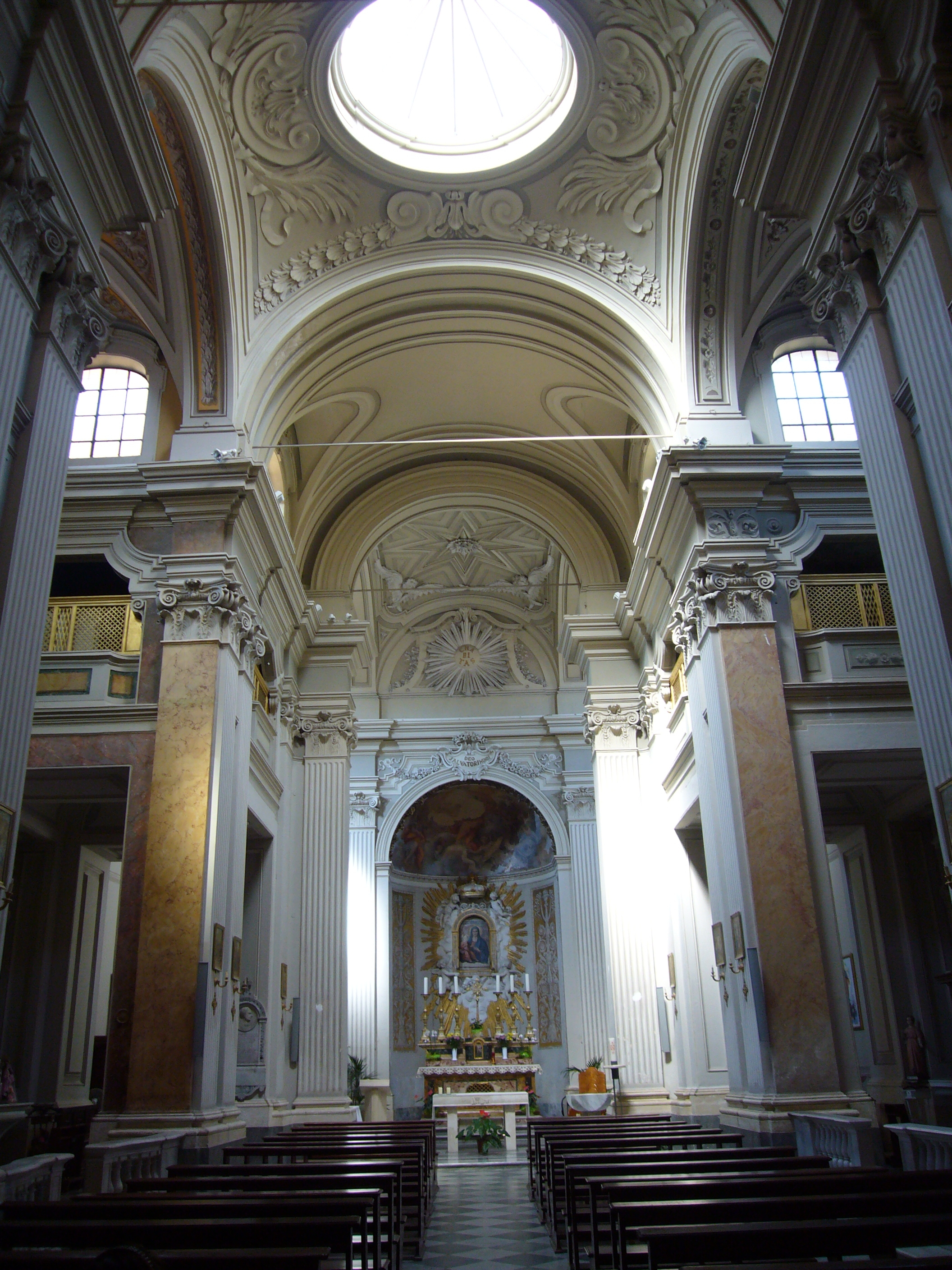
Vista do interior.
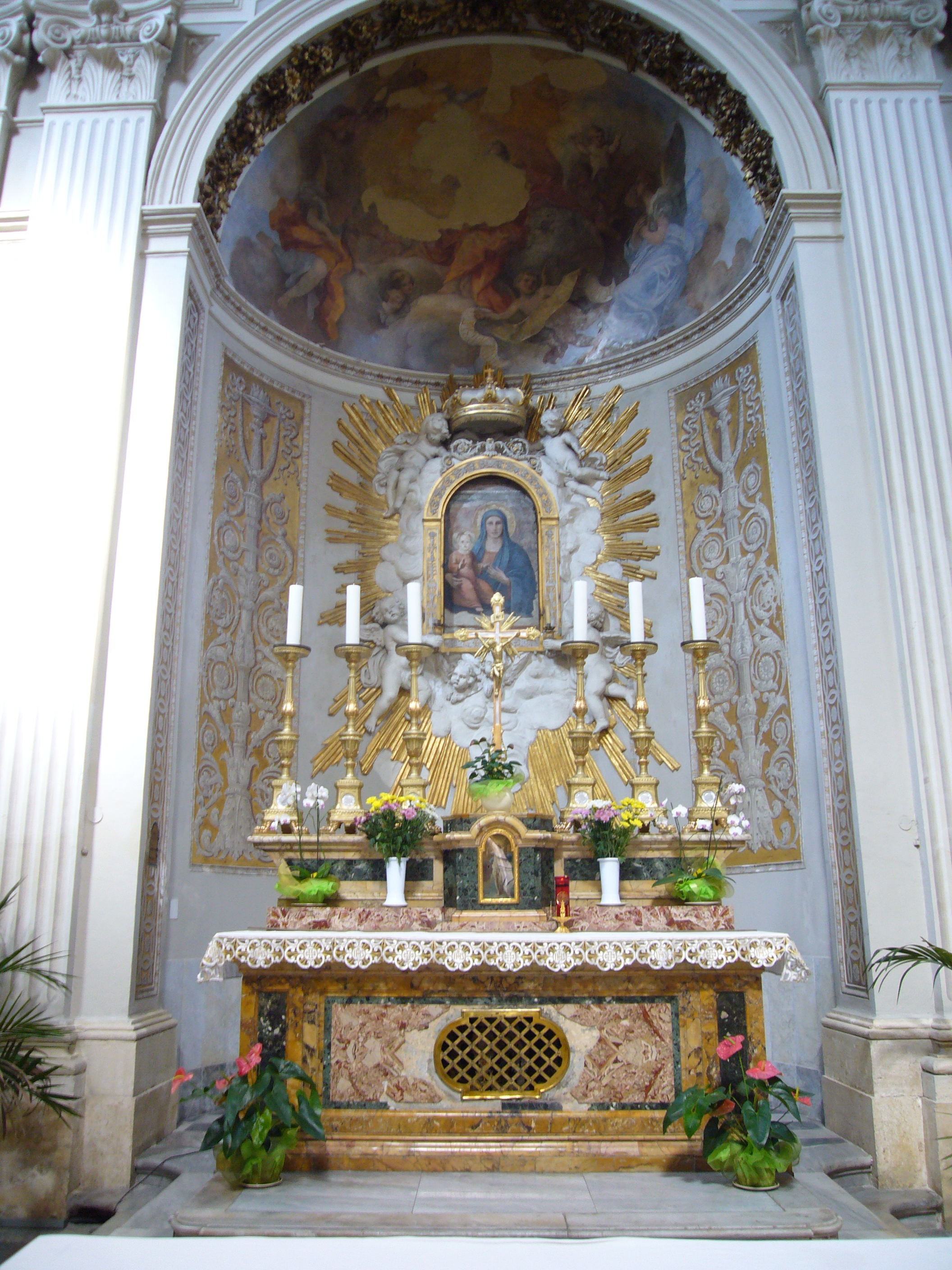
Altar-mor e a milagrosa Madonna della Luce.
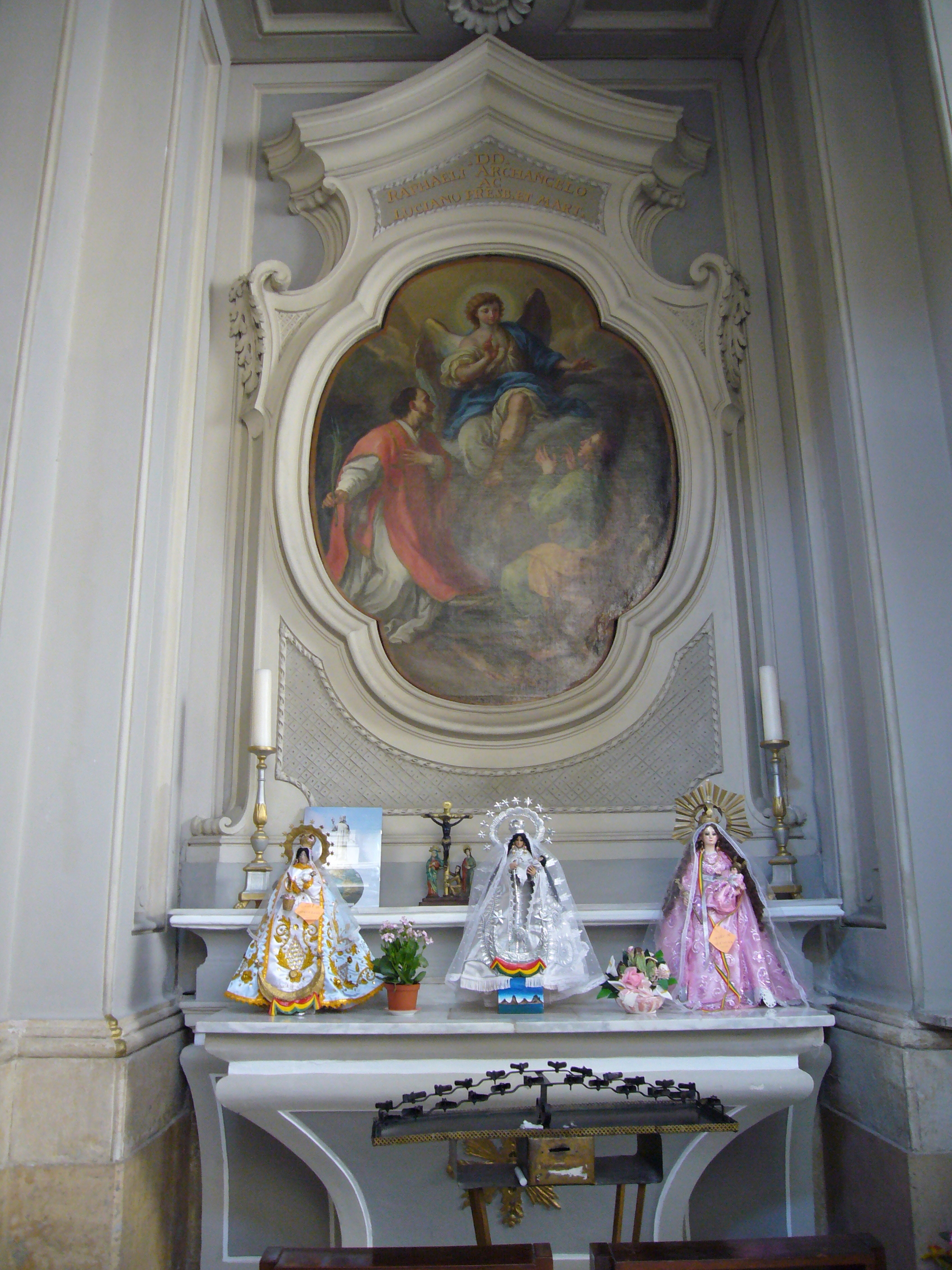
Capela do Arcanjo Gabriel decorado com imagens bolivianas.
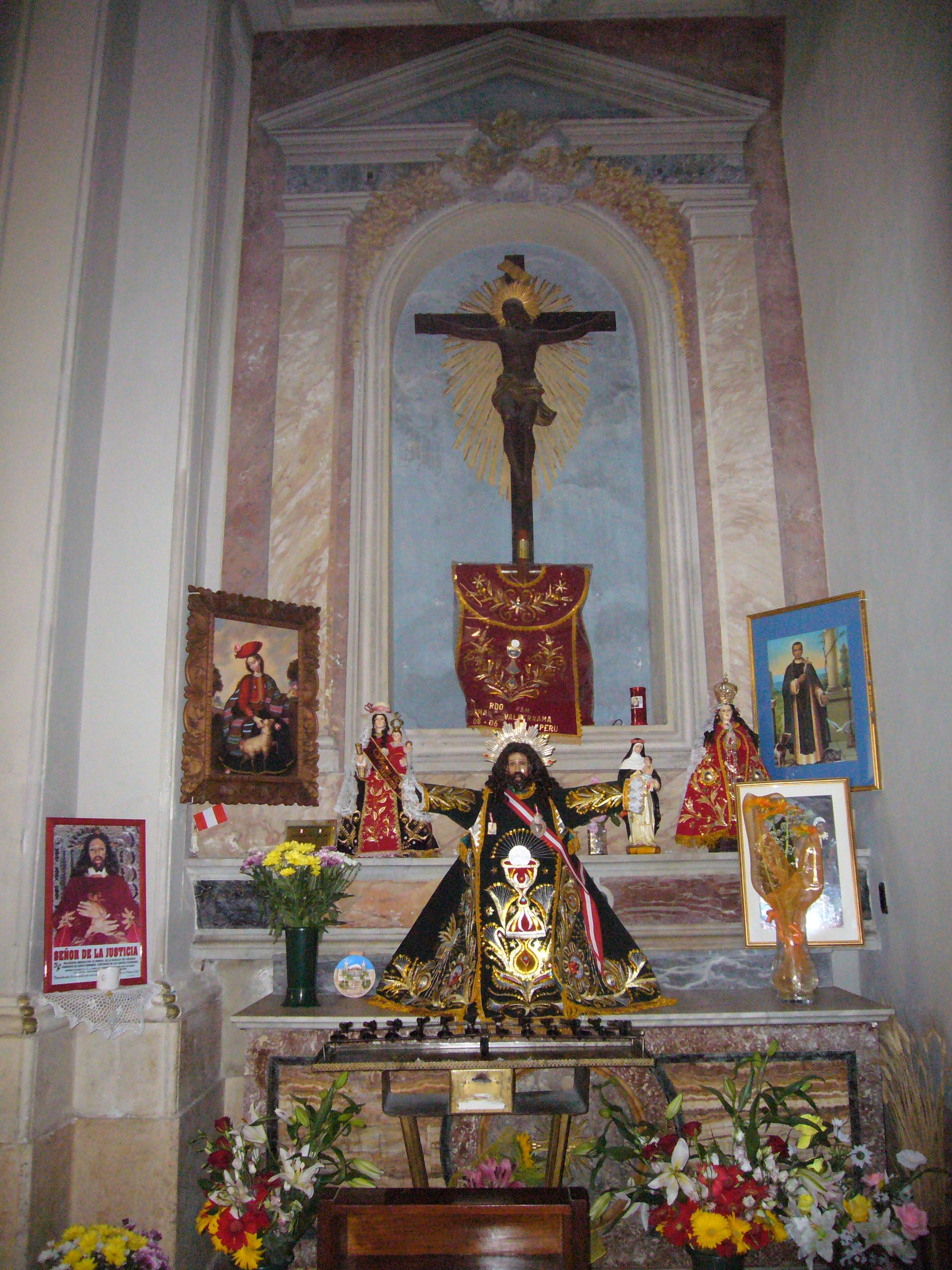
Capela do Crucifixo decorado com imagens latino-americanas.